# Nevis (rivière)
Pour les articles homonymes, voir Nevis (homonymie).
La rivière Nevis (anglais : Nevis River) prend sa source dans la région d'Otago en Nouvelle-Zélande, dans l'Île du Sud. Elle court sur 40 km jusqu'à la rivière Kawarau et appartient au bassin versant du fleuve Clutha.

## Présentation
Les abords sont connus pour son tourisme et ses vignobles.
Elle est aussi connue pour accueillir le plus haut saut à l'élastique de Nouvelle-Zélande : le Nevis Highwire, qui se trouve à 134 m au-dessus de l'eau.